# Lista de deputados estaduais do Maranhão da 8.ª legislatura
Esta é a lista de deputados estaduais do Maranhão eleitos para legislatura 1975-1979. Os parlamentares irão legislar por um mandato de quatro anos. A cada biênio, é eleita uma mesa diretora dentre os parlamentares para chefiar os trabalhos da Assembleia Legislativa do Maranhão.

## Composição das bancadas
| Partido | Líder         | Bancada | Posição  |
| ------- | ------------- | ------- | -------- |
| ARENA   | Nagib Haickel | 22 / 27 | Governo  |
| MDB     | Jackson Lago  | 5 / 27  | Oposição |

## Deputados Estaduais
Das vinte e sete cadeiras em disputa a ARENA conquistou vinte e duas.
| Deputados estaduais eleitos    | Partido | Votação | Percentual | Cidade onde nasceu | Unidade federativa |
| Renato da Costa Nunes          | ARENA   | 14.412  |            | Grajaú             | Maranhão           |
| Nagib Haickel                  | ARENA   | 14.295  |            | Pindaré-Mirim      | Maranhão           |
| Ivar Saldanha                  | ARENA   | 12.397  |            | Rosário            | Maranhão           |
| Djalma dos Santos Campos       | ARENA   | 12.229  |            | Viana              | Maranhão           |
| Albérico de França Ferreira    | ARENA   | 11.854  |            | Imperatriz         | Maranhão           |
| Carlos Alberto Ribeiro de Melo | ARENA   | 11.682  |            | Barra do Corda     | Maranhão           |
| Manoel de Oliveira Gomes       | ARENA   | 11.385  |            | Bacabal            | Maranhão           |
| José de Jesus Lamar            | ARENA   | 10.610  |            | Santa Inês         | Maranhão           |
| José Evangelista Coelho        | ARENA   | 10.567  |            | Vargem Grande      | Maranhão           |
| Marconi Caldas                 | ARENA   | 10.080  |            | São Luís           | Maranhão           |
| Teoplistes Teixeira Filho      | ARENA   | 9.721   |            | Pastos Bons        | Maranhão           |
| Manoel Maria Soares Paiva      | ARENA   | 9.197   |            | Pinheiro           | Maranhão           |
| Artur Carvalho                 | ARENA   | 8.975   |            | Cachoeira Grande   | Maranhão           |
| Antônio Pontes de Aguiar       | ARENA   | 8.804   |            | Chapadinha         | Maranhão           |
| Sálvio Dino                    | ARENA   | 8.737   |            | Grajaú             | Maranhão           |
| Colares Moreira                | ARENA   | 8.551   |            | Codó               | Maranhão           |
| Jackson Lago                   | MDB     | 8.477   |            | Pedreiras          | Maranhão           |
| José Ribamar Elouf             | ARENA   | 8.319   |            | Timon              | Maranhão           |
| Orlando Brito de Aquino        | ARENA   | 8.294   |            | Rosário            | Maranhão           |
| Enoc Vieira                    | ARENA   | 8.191   |            | Esperantinópolis   | Maranhão           |
| Celso da Conceição Coutinho    | ARENA   | 8.016   |            | Guimarães          | Maranhão           |
| Francisco Ferreira Figueiredo  | ARENA   | 7.634   |            | São Vicente Ferrer | Maranhão           |
| Wilson Ramos Neiva             | ARENA   | 7.595   |            | Capinzal do Norte  | Maranhão           |
| José Ribamar Bayma Serra       | MDB     | 6.902   |            | São Luís           | Maranhão           |
| Isaac Rubem Brito Dias         | MDB     | 6.313   |            | São Bento          | Maranhão           |
| José D'Assunção Brandão        | MDB     | 5.590   |            | São Luís           | Maranhão           |
| Carlos Guterres                | MDB     | 5.462   |            | São Luís           | Maranhão           |